# Joaquín Cordero
Joaquín Cordero Aurrecoechea (Puebla, 16 de agosto de 1922 — Cidade do México, 19 de fevereiro de 2013) foi um ator mexicano de cinema e televisão. Ganhou notoriedade internacional por suas atuações em várias telenovelas da Televisa.

## Biografia
Pouco depois de seu nascimento, sua família se mudou para a Cidade do México, e nos anos seguintes, estudou em um seminário e tornar-se mesmo considerado um sacerdote, mas finalmente ele decidiu prosseguir uma carreira como padre. 
Após três anos, contra os desejos da sua família ele decidiu se tornar um ator. Joaquín inicialmente apareceu pouco em seus primeiros papéis pequenos, mas com o tempo e suas atuações eles foram ficando muito maiores. Eventualmente, ele se tornou um dos mais populares atores no cinema mexicano. 
Joaquín Cordero também mostrou seu talento no teatro e na televisão, aparecendo em inúmeras telenovelas e ganhou inúmeros prêmios. Sua estréia na televisão aconteceu em "Mi Amor Frente Al Pasado" no ano de 1960 e, em seguida, trabalhou com o chamado Senhor telenovelas Don Ernesto Alonso, em um lado também atuou em "Desencuentro" com Germán Robles e Alida Valli. 
Suas notáveis interpretações tem sido muito bem sucedidas na televisão com as telenovelas e fazendo grandes vilões, além de  ricos, pobres, e até mesmo padres. Suas mais recentes telenovelas incluem La Madrastra e Destilando Amor. 
Morreu em sua casa, na Cidade do México, no dia 19 de fevereiro de 2013, aos 90 anos, enquanto dormia. Sua última telenovela foi Fuego en la sangre, transmitida no ano de 2008.

## Telenovelas
- Fuego en la sangre (2008) .... Don Augustin Acevedo
- Destilando amor (2007).... Amador Montalvo
- La Madrastra (2005) .... Padre Belisario
- ¡Vivan los niños! (2002) .... Don Joaquín
- Entre el amor y el odio (2002) .... Fernando Villareal
- Sin pecado concebido (2001) .... Padre Gonzalo
- Abrázame muy fuerte (2000) .... Severiano Álvarez
- Mi destino eres tú (2000) .... José Ignacio Rivadeneira Orderain
- Carita de ángel (2000) .... Adolfo Valle
- Por tu amor (1999).... Lázaro Robledo
- Canción de amor (1996) .... Aníbal
- La Paloma (1995)
- Los parientes pobres (1993) .... Evaristo Olmos
- Baila conmigo (1992)
- Amor de nadie (1990) .... Raul
- Un rostro en mi pasado (1990)
- Amor en silencio (1987) .... Miguel
- Como duele callar (1987)
- Eclipse (1984)
- La voz de la tierra (1982)
- J.J. Juez (1979)
- Ardiente secreto (1978) .... Eduardo
- Ha llegado una intrusa (1974) .... Carlos Moran
- ¿Quién? (1973)
- Me llaman Martina Sola (1972)
- Las máscaras (1971)
- El amor tiene cara de mujer (1971)
- Pequeñeces (1971) .... Jacopo Téllez
- La duda (1967)
- Historia de un cobarde (1964)
- Desencuentro (1964)
- La herencia (1962)
- Mi amor frente al pasado (1960)

### Filmes
- Doble secuestro (2003) .... Fernando Cortéz
- Sara, una estrella (2002)
- Padres culpables (2001) .... Ramón
- V.I.H.: El muro del silencio (2000)
- Para matar al presidente (1999)
- Reclusorio (1997) .... Juez
- El sexenio de la muerte (1997) .... Dr. Julian Bonaparte
- La pura (1994) .... Padre Bernardo
- Vacaciones de terror 2 (1991) .... Roberto Mondragón
- Jóvenes perversos (1991)
- A gozar, a gozar, que el mundo se va acabar (1990)
- Secta satanica (1990)
- Comando judicial (1990)
- Triste juventud (1990)
- Conexión criminal (1987)
- El cafre (1986)
- Ratas de la ciudad (1986)
- La niña de los hoyitos (1984)
- Braceras y mojados (1984)
- Perros salvajes (1984) .... Marcos 'El Gitano'
- Fieras contra fieras (1982)
- Te quiero (1979)
- Cuchillo (1978) .... Demonio Azul
- Fantoche (1977)
- La justicia tiene doce años (1973) .... Vicente
- Eva y Dario (1973)
- Una vez en la noche (1971)
- Papa en onda (1971)
- Bajo el ardiente sol (1971)
- Los corrompidos (1971) .... Raúl
- Los años vacíos (1970)
- Dos esposas en mi cama (1970)
- El manantial del amor (1970)
- Los problemas de mamá (1970) .... Lorenzo
- Trampas de amor (1969)
- Patsy, mi amor (1969) .... Patsy's dad
- 24 horas de placer (1969) .... Ruben
- Una noche bajo la tormenta (1969)
- El libro de piedra (1969) .... Eugenio Ruvalcaba
- No juzgarás a tus padres (1969)
- Las luchadoras contra el robot asesino (1969) .... Dr. Orlac
- La muñeca perversa (1969)
- Requiem por un canalla (1968)
- Dr. Satán y la magia negra (1968) .... Dr. Satan
- El deseo llega de noche (1968)
- El centauro Pancho Villa (1967) .... Santos Patricio
- Cómo pescar marido (1967)
- Seis días para morir (La rabia) (1967)
- Los hombres de Lupe Alvírez (1967)
- Un novio para dos hermanas (1967)
- Los tres mosqueteros de Dios (1967)
- Estrategia matrimonial (1967)
- Mi caballo prieto rebelde (1967)
- Doctor Satán (1966) .... Dr. Arozamena - Plutarco Satán
- Matar es fácil (1966)
- Sangre en Río Bravo (1966)
- El hijo del diablo (1966)
- Esta noche no (1966) .... Carlos Martínez
- Una señora estupenda (1966) .... Fernando
- Pánico (1966)
- Las tapatías nunca pierden (1965)
- El rescate (1965)
- La loba (1965) .... Dr. Alejandro Bernstein
- Los tres calaveras (1965)
- Cien gritos de terror (1965) .... Julio
- El pecador (1965) .... César Domínguez
- Los murciélagos (1964)
- Campeón del barrio (Su última canción) (1964)
- Así amaron nuestros padres (1964)
- Museo del horror (1964)
- Amores de Marieta (1964)
- La sombra de los hijos (1964)
- El río de las ánimas (1964) .... Leonardo Moncada
- Los bravos de California (1963)
- Herencia maldita (1963)
- México de mis recuerdos (1963) .... Pablo Flores
- En la vieja California (1963) .... Antonio/Don Pedro
- La risa de la ciudad (1963)
- El monstruo de los volcanes (1963)
- Un par de sinvergüenzas (1963)
- Los forajidos (1962)
- Atrás de las nubes (1962) .... Bandido violador
- El asesino enmascarado (1962)
- El rey de la pistola (1962)
- Monte Escondido o (Leonardo Moncada) (1962) .... Leonardo Moncada
- La moneda rota (1962)
- Las recién casadas (1962)
- Los cinco halcones (1962)
- Asesinos de la lucha libre (1962) .... Joaquín
- Juventud sin Dios (La vida del padre Lambert) (1962) .... Padre Lambert J. Dehner
- El terrible gigante de las nieves (1962)
- Santo contra hombres infernales (1961)
- Bonitas las tapatías (1961)
- Tres tristes tigres (1961) .... Lorenzo
- Santo contra cerebro del mal (1961) .... Dr. Campos
- ¡Que padre tan padre! (1961)
- Ay Chabela...! (1961)
- Suerte te dé Dios (1961) .... Maestro Lupe
- En carne propia (1961) .... Gabriel Lozano
- El gato (1961)
- Orlak, el infierno de Frankenstein (1960) .... Jaime Rojas; Orlak
- ¡Qué bonito amor! (1960)
- El tesoro de Chucho el Roto (1960)
- Un chico valiente (1960)
- La reina del cielo (1959) .... Bartolome
- Manicomio (1959) .... Dr. Ricardo Andrade
- Kermesse (1959) .... Alberto Torres
- Flor de canela (1959)
- Las aventuras de Carlos Lacroix (1959)
- El derecho a la vida (1959) .... Enrique
- Sucedió en México (1958)
- El boxeador (1958) .... Natalio Sánchez; Kid Relámpago
- Música de siempre (1958)
- La mujer marcada (1957)
- Al compás del rock and roll (1957)
- La dulce enemiga (1957)
- Cinco vidas y un destino (1957) .... Marrcos Navarro
- La faraona (1956)
- Tres valientes camaradas (1956)
- Tierra de hombres (1956) .... Fernando
- La venganza de los Villalobos (1955)
- Fuerza de los humildes (1955)
- Los tres Villalobos (1955)
- El río y la muerte (1955) .... Gerardo Anguiano
- ¡Que bravas son las costeñas!... (1955)
- Tres bribones (1955)
- La gaviota (1955)
- ¡Vaya tipos! (1955)
- Fugitivos: Pueblo de proscritos (1955) .... Jacinto
- Los aventureros (1954)
- Prisionera del pasado (1954)
- Sandunga para tres (1954)
- Romance de fieras (1954) ....  Javier Ponce
- El gran autor (1954)
- Venganza en el circo (1954) .... Fernando
- El gran mentiroso (1953) .... Fernando Palmerin
- Pepe El Toro (1953) .... Lalo Gallardo
- Yo soy gallo dondequiera!.. (1953)
- Acuérdate de vivir (1953)
- Una calle entre tú y yo (1952)
- Prefiero a tu papá..! (1952)
- Las tres alegres comadres (1952)
- Una mujer sin amor (1952) .... Carlos
- Mamá nos quita los novios (1952)
- Con todo el corazón (1952)
- Todos son mis hijos!... (1951) .... Juan Salgado
- Tercio de quites (1951)
- Peregrina (1951)
- Monte de piedad (1951)
- Arrabalera (1951)
- Las dos huerfanitas (1950)
- Yo también soy de Jalisco (1950)
- Azahares para tu boda (1950) .... Eduardo - adulto
- Quinto patio (1950)
- Venus de fuego (1949)
- No me quieras tanto... (1949)
- Yo maté a Juan Charrasqueado (1949)
- El gran campeón (1949)
- La rebelión de los fantasmas (1949) .... Romeo
- Comisario en turno (1949)
- La santa del barrio (1948)
- En los altos de Jalisco (1948)
- Se la llevó el Remington (1948) .... Rodrigo
- Mujer (1947)
- No te cases con mi mujer (1947)
- Una gitana en México (1945)
- El corsario negro (1944) .... Pirata